# Рябченко, Валерий Харитонович
Валерий Харитонович Рябченко (10 июня 1944, Вандовка, Мамадышский район, Татарская АССР, РСФСР, СССР — 25 марта 2025) — советский и российский флейтист, педагог, заслуженный артист Российской Федерации (1993), народный артист Российской Федерации (1999). Известен как солист Государственного академического симфонического оркестра СССР под управлением Евгения Светланова и Симфонического оркестра радио «Орфей».

## Биография
Родился 10 июня 1944 года в деревне Вандовка, Татарстан. В 1962 году окончил Казанское музыкальное училище, затем продолжил обучение в Московской консерватории по классу профессора Юлия Григорьевича Ягудина.
В 1975 году был приглашен Евгением Светлановым в Государственный академический симфонический оркестр СССР, где проработал 25 лет. В составе оркестра сотрудничал с такими дирижерами, как Игорь Маркевич, Курт Зандерлинг, Курт Мазур, Кирилл Кондрашин. Участвовал в премьерах произведений Дмитрия Шостаковича, Георгия Свиридова, Родиона Щедрина, Андрея Эшпая. Является первым исполнителем ряда сочинений, посвященных ему композиторами Георгием Свиридовым, Александром Холминовым, Михаилом Алексеевым, Артёмом Кокжаевым.
В фондах Гостелерадио хранится более ста произведений для флейты в его исполнении. В составе оркестра под управлением Светланова участвовал в записи более 500 дисков «Антологии русской музыки» и всех симфоний Малера.
Сотрудничал с дирижером Саулюсом Сондецкисом и Литовским камерным оркестром, записав два флейтовых концерта Моцарта. Несколько лет был солистом Симфонического оркестра радио «Орфей».
В 1998 году основал отделение духовых инструментов в Московской детской школе искусств № 15, которой впоследствии было присвоено имя Евгения Светланова.
Скончался 25 марта 2025 года в возрасте 80 лет.